# Fideus a l'estil de Wenzhou
Els fideus a l'estil de Wenzhou (xinès simplificat: 温州拌面; pinyin: wēnzhōu bàn miàn) o fideus barrejats de Wenzhou és un plat de la gastronomia xinesa procedent de la ciutat de Wenzhou, a la província de Zhejiang. Es tracta d'un plat de fideus l'ingredient més característic del qual és l'all picat macerat en vinagre, si bé els seus altres components més habituals són la carn picada de porc, els brots de soia, el bolet xiitake, la truita laminada o el cibulet. Altres variants inclouen també pastanaga o cogombre laminats.
Aquest plat és, però, una variant o especialitat local de la família dels fideus mixtos o barrejats (拌面), com ho són també els fideus a l'estil de Fujian (福建拌面; fújiàn bàn miàn) o dels xangainesos fideus amb oli de cebeta (葱油拌面; cōng yóu bàn miàn).
És un plat relativament fàcil de trobar i freqüent en restaurants xinesos a tots els territoris de parla catalana i Espanya, especialment a les grans ciutats, a causa del predomini de la procedència de Wenzhou i del districte contigu Qingtian (青田) entre la població d'origen xinès en aquests territoris, i també a Itàlia, França i Portugal.